# Osceola (Missouri)
Osceola és una població dels Estats Units a l'estat de Missouri. Segons el cens del 2000 tenia 835 habitants.

## Demografia
Segons el cens del 2000, Osceola tenia 835 habitants, 373 habitatges, i 207 famílies. La densitat de població era de 346,7 habitants per km².
Dels 373 habitatges en un 26,8% hi vivien nens de menys de 18 anys, en un 40,2% hi vivien parelles casades, en un 12,9% dones solteres, i en un 44,5% no eren unitats familiars. En el 39,1% dels habitatges hi vivien persones soles el 22,8% de les quals corresponia a persones de 65 anys o més que vivien soles. El nombre mitjà de persones vivint en cada habitatge era de 2,13 i el nombre mitjà de persones que vivien en cada família era de 2,86.
Per edats la població es repartia de la següent manera: un 24,6% tenia menys de 18 anys, un 7,1% entre 18 i 24, un 26,9% entre 25 i 44, un 20,7% de 45 a 60 i un 20,7% 65 anys o més.
L'edat mediana era de 38 anys. Per cada 100 dones de 18 o més anys hi havia 84,8 homes.
La renda mediana per habitatge era de 21.563 $ i la renda mediana per família de 27.250 $. Els homes tenien una renda mediana de 26.786 $ mentre que les dones 15.750 $. La renda per capita de la població era de 17.247 $. Entorn del 13,5% de les famílies i el 19,1% de la població estaven per davall del llindar de pobresa.

## Poblacions més properes
El següent diagrama mostra les poblacions més properes.